# 돌아이 3
"돌아이 3"는 한국에서 제작된 이혁수 감독의 1987년 드라마, 액션 영화이다. 전영록 등이 주연으로 출연하였고 국정본 등이 제작에 참여하였으며 전영록 허기호 천호진 등 연예인 2세가 대거 등장했는데 전영록이 몸을 사리지 않는 스턴트 액션을   대역없이 해냈고 외화가 무색할 정도의 카레이스, 제트스키 등을 동원한  수상전을 펼쳐 화제가 됐다.

## 출연

### 주연
- 전영록
- 이대근
- 선우일란
- 김주영

### 조연
- 엄도율
- 천호진
- 정세혁
- 문미봉
- 허기호
- 방의식
- 정지희
- 윤예령
- 김경진
- 전숙
- 김기종
- 서한나

## 기타
- 조명: 차정남

1. ↑  신정희 (1987년 4월 29일). “演技者難(연기자난) 고육책 연예인2世(세) 기용늘려”. 매일경제. 2025년 6월 21일에 확인함.
2. ↑  “용감한 全永祿(전영록)┈스턴트맨 제치고 15층서 직접 뛰어내려”. 경향신문. 1987년 6월 16일. 2025년 6월 21일에 확인함.
3. ↑  신정희 (1987년 6월 16일). “韓國(한국)영화 볼맛나게 만든다”. 매일경제. 2025년 6월 21일에 확인함.